# 恰瓦克卡德
恰瓦克卡德（Chavakkad），是印度喀拉拉邦Thrissur县的一个城镇。总人口38138（2001年）。

## 人口
该地2001年总人口38138人，其中男性17702人，女性20436人；0—6岁人口4172人，其中男2154人，女2018人；识字率80.74%，其中男性为82.69%，女性为79.05%。